# ميريام باتيستا
ميريام باتيستا (بالإنجليزية: Miriam Battista)‏ (14 يوليو 1912 - 22 ديسمبر 1980)، ممثلة سينمائية أمريكية بدأت مجالها الفني في السينما الصامته وهي ما تزال طفلة.

## روابط خارجية
- ميريام باتيستا على موقع IMDb (الإنجليزية)
- ميريام باتيستا على موقع أول موفي (الإنجليزية)
- ميريام باتيستا على موقع قاعدة بيانات برودواي على الإنترنت (الإنجليزية)
- ميريام باتيستا على موقع قاعدة بيانات الفيلم (الإنجليزية)
- ميريام باتيستا على موقع كينوبويسك (الروسية)